# Lorenzo Soler (cineasta)
Lorenzo Soler, también conocido como Llorenç Soler (Valencia, 19 de agosto de 1936-Barcelona, 8 de noviembre de 2022) fue un realizador de cine español, especializado en documentales. 

## Vida
Ejercía la docencia realizada con su especialidad y es autor de varios libros sobre la misma temática.
Su labor audiovisual abarcó las facetas de director cinematográfico, director de fotografía en cine y vídeo, y realizador de vídeo y televisión.

## Filmografía
- Vida de familia, 2007
- Del roig al blau, 2005
- Francisco Boix, un fotógrafo en el infierno, AreaTV, 2000 (Una biografía del fotógrafo Francisco Boix)
- Els Joglars según Dalí, 1999
- Said, 1999
- ¡Votad, votad, malditos!, 1977. Documental que sondea la opinión pública en las elecciones generales de España de 1977. (Disponible aquí)
- O Monte é noso, 1977. Documental sobre la defensa del monte mancomún en Galicia. (Disponible aquí)
- Autopista, unha navallada na nosa terra, 1977. Documental sobre la resistencia a la construcción de la Autopista del Atlántico. (Disponible aquí)
- Gitanos sin romancero, 1976. Documental sobre el asentamiento gitano en O Vao (Campañó, Pontevedra). (Disponible aquí).
- I Seminario de Arquitectura en Compostela (1976; Disponible aquí).
- El largo viaje hacia la ira, 1969.